# Masao Maruyama (productor)
Masao Maruyama (丸山 正雄 Maruyama Masao?,  Miyagi, 19 de junio de 1941) es un productor de cine de animación japonés, productor de anime y cofundador y productor del estudio Madhouse. Es un veterano con más de 40 años en la industria del anime.

## Carrera
Maruyama se graduó de la Universidad Hosei en 1963, después obtuvo un trabajo como animador en el estudio Mushi Production. En octubre de 1972 un grupo de amigos y artistas dejaron Mushi Production para formar Madhouse; Maruyama se enfocaba principalmente en producir y planear los proyectos, así como el diseño de producción de varias películas desde 1980 hasta comienzos de 1990. En 2002 Maruyama recibió el premio Special/Lifetime Achievement del festival Animation Kobe en reconocimiento por su trayectoria y contribuciones a la industria del anime.
Como productor principal y jefe de Madhouse, era el responsable de dar luz verde a los nuevos proyectos, elegía además al personal y asignaba personalmente ciertos deberes. En 2010 Maruyama fue productor ejecutivo de un proyecto de animación adaptado de la serie Supernatural. Para el siguiente año, en 2011, Maruyama dejó Madhouse y creó un nuevo estudio de animación llamado MAPPA.

## Obras
Ha producido series de anime y películas de animación tanto en Madhouse como en MAPPA, las cuales son:
- A-Girl, productor
- Bronze: Kouji Nanjo Cathexis, productor
- Cardcaptor Sakura, productor
- Death Note, productor
- DNA², productor
- Gokusen, productor
- Hana wa Saku, productor
- Komachi to Dangorou, productor
- Nana, productor
- Paprika, planeación
- Summer Wars, planeación
- Supernatural The Animation, productor ejecutivo
- Texhnolyze, productor ejecutivo
- Tokyo Godfathers, productor
- Vampire Hunter D (2000), productor
- Zankyou no Terror, productor ejecutivo